# 東大室町
東大室町（ひがしおおむろまち）は、群馬県前橋市の地名。郵便番号は379-2105。2013年現在の面積は2.22km2。

## 地理
前橋市の東部、赤城山南麓の末端に位置している。北東部から東部にかけて多田山の丘陵が南北に走り、他は北から南に向かうなだらかな傾斜地である。西部を神沢川、多田山の西下を桂川が南流する。
- 河川：神沢川、桂川
- 湖沼：五料沼

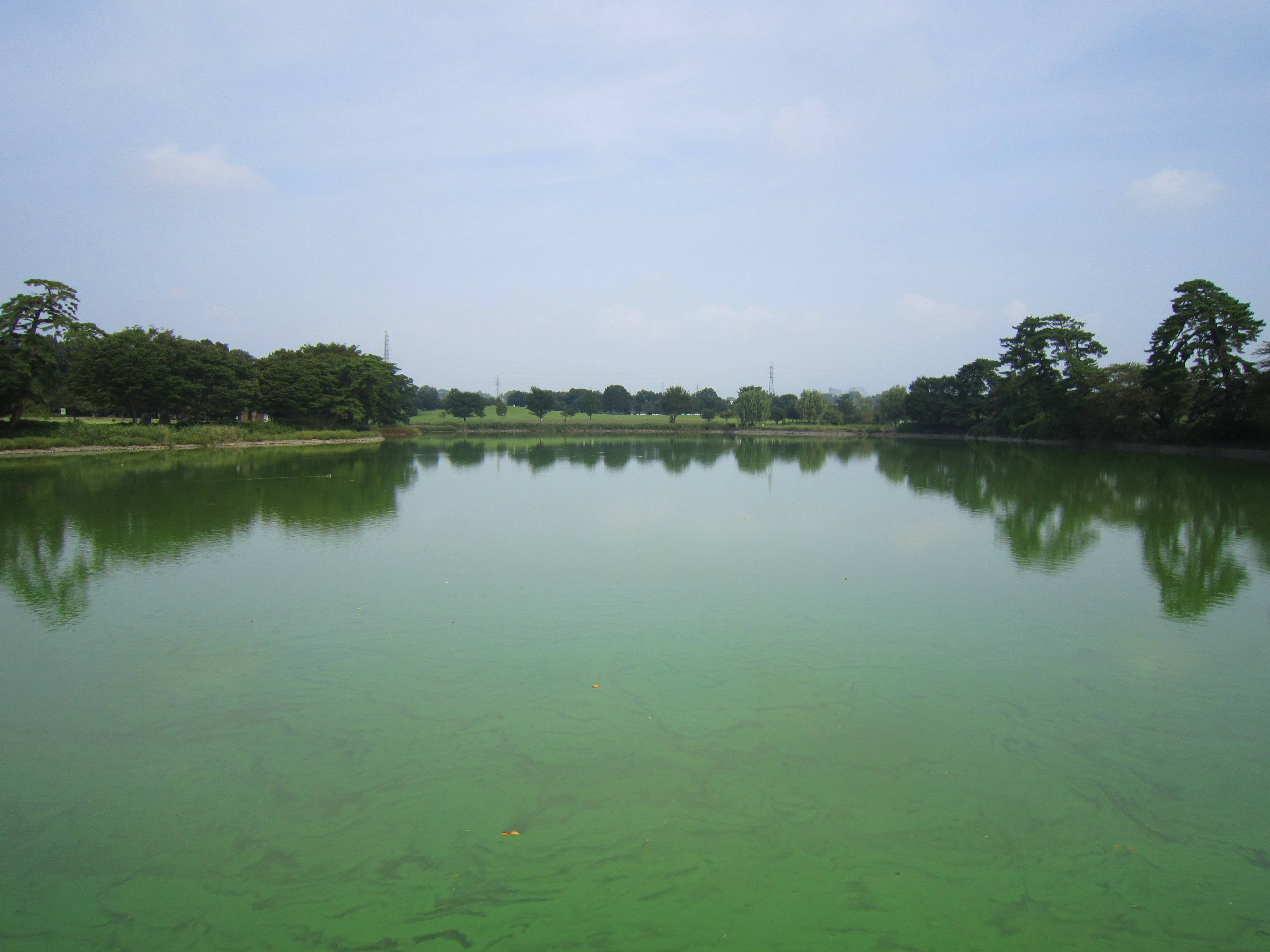
五料沼（大室公園内）

## 歴史
江戸時代頃からある地名である。はじめは大胡城主牧野氏領、元和2年に前橋藩領、明和5年に幕府領代官前沢藤十郎支配地、天明6年に前橋藩領、天保15年に幕府領岩鼻代官林部善太左衛門支配地と旗本大島氏領に分郷する。うち幕府領は弘化2年からは岩槻藩領となり、旗本大島氏領は慶応2年から前橋藩領だった。
もとは西大室村（現:西大室町）と一村で大室村と称していた。

### 年表
- 1889年4月1日 町村制施行により、東大室村は荒子村、ニ之宮村、今井村、富田村、荒口村、泉沢村、下大屋村、飯土井村、新井村、西大室村と合併し南勢多郡荒砥村が成立する。
- 1896年4月1日 南勢多郡と東群馬郡が統合し勢多郡となる。
- 1957年2月20日 木瀬村と合併し城南村が成立する。
- 1967年5月1日 城南村が前橋市へ編入される。そのため前橋市東大室町となる。

### 地名の由来
古墳、大穴室などが数多いことによるものと、御諸別命の御諸が「大室」と転訛したものとの両説がある。また、東の多田山丘陵と西の古墳群の丘陵に囲まれた地形が、室生や御室山のように古くから人が住み、神が祀ってきた地とする説もある。

## 世帯数と人口
2017年（平成29年）8月31日現在の世帯数と人口は以下の通りである。
| 町丁     | 世帯数  | 人口  |
| -------- | ------- | ----- |
| 東大室町 | 262世帯 | 628人 |

## 小・中学校の学区
市立小・中学校に通う場合、学区は以下の通りとなる。
| 番地 | 小学校             | 中学校             |
| ---- | ------------------ | ------------------ |
| 全域 | 前橋市立大室小学校 | 前橋市立荒砥中学校 |

## 交通

### 鉄道
鉄道駅はない。

### 道路
国道は国道50号、県道は群馬県道76号前橋西久保線、群馬県道103号深津伊勢崎線、群馬県道114号苗ヶ島飯土井線が通っている。

## 施設
- 群馬県立しろがね特別支援学校
- 東大室神社
- 中二子古墳 - 大室古墳群の一つ。西大室町にまたがる[6]。
- 女掘(国指定史跡)